# 1510-ті до н. е.

## Правителі
- Єгипет: фараон Аменхотеп І.
- Вавилонія: цар Бурна-Буріаш І;
- Ассирія: цар Пузур-Ашур ІІІ;
- Хатті: цар Телепіну.